# Partido Comunista Democrático de Taiwán
El Partido Comunista Democrático de Taiwán fue un partido político en la República de China. Fue fundado el 1 de octubre de 2009 por Chen Tien-fu, primo del ex presidente Chen Shui-bian. El propósito declarado del partido era crear una forma distinta de socialismo en Taiwán y trabajar hacia la unificación con la República Popular China.

## Historia
Chen Tien-fu cofundó el Partido Comunista de la República de China el 31 de marzo de 2009 y se convirtió en su secretario general. Sin embargo, cinco meses después, Chen anunció que él y sus seguidores no podían aceptar el uso de "República de China" en el nombre del partido y que no tenía ningún poder real como secretario general. Posteriormente, el Partido Comunista de la República de China expulsó a Chen del partido el 25 de septiembre de 2009, lo que llevó a Chen a establecer el Partido Comunista Democrático de Taiwán el 1 de octubre de 2009 como partido rival. Chen dijo más tarde que eligió específicamente la fecha del 1 de octubre de 2009 porque era el 60 aniversario del establecimiento de la República Popular China.
El 18 de septiembre de 2013, la legisladora del Partido Progresista Democrático, Tien Chiu-chin, anunció que el Partido Comunista Democrático de Taiwán la había invitado a asistir a la celebración del Día Nacional de la República Popular China en Shanghái. Tien criticó la invitación como un intento del gobierno chino de "usar la libertad de expresión y la libertad de asociación de Taiwán para crear un frente unido en Taiwán". Tien dijo además que la invitación era "inaceptable" y que se deben tomar medidas. Huang Li-hsin, director del Departamento de Asuntos Civiles de la República de China en ese momento, comentó que la Ley que rige las relaciones a través del Estrecho solo prohibía a los ciudadanos taiwaneses ocupar cargos públicos en China continental, y que no había restricciones que impidieran que los partidos políticos taiwaneses organizaran o participaran en eventos pro-RPC en China continental. El Partido Comunista Democrático de Taiwán anunció más tarde el 25 de septiembre de 2013 que había cancelado la celebración del Día Nacional en Shanghái. En una entrevista con la Agencia Central de Noticias de Taiwán, Chen dijo que la decisión se tomó debido a "muchas razones indescriptibles", pero se negó a dar más detalles.
El partido fue disuelto por el Ministerio del Interior el 29 de abril de 2020.